# Adam Mickiewicz-emlékmű
Az Adam Mickiewicz-emlékmű Krakkóban, (lengyelül Pomnik Adama Mickiewicza w Krakowie, a lengyelek kedveskedve Adaśnak is hívják), egyike Lengyelország legismertebb emlékműveinek, kedvelt találkahely Krakkó főterén, a Posztócsarnok és a Mária székesegyház között; talapzatán a felirat: Adamowi Mickiewiczowi Naród („Adam Mickiewicznek a Nemzet”). A szobor lábánál allegorikus alakok: a haza, a bátorság, a tudomány és a költészet ülnek.
Adam Mickiewicz szobrát 1898-ban, a költő születésének 100. évfordulóján leplezték le. Teodor Rygier, egy akkor kevéssé ismert szobrász alkotása, aki a híres festőt, Jan Matejkót előzte meg a versenypályázaton. Az emlékművet már a kezdetektől széles körben kritizálták, így a szobrásznak számos változtatást kellett végrehajtania rajta.
1940-ben a nácik elpusztították, így egészen 1955-ös helyreállításáig nem volt látható. A második világháború után a szobor alakjainak többségét megtalálták Hamburgban, így lehetséges volt az eredeti látkép helyreállítása.
Maga Adam Mickiewicz, a lengyelek Nowogródekben született nemzeti költője sohasem járt Krakkóban. 35 évvel halála után, 1890-ben hozták haza maradványait Párizsból, majd ünnepélyesen eltemették a Waweli székesegyházban – valószínűleg ez inspirálta a szoborállítási terveket.